# Maurizio Buccarella
Maurizio Buccarella (Lecce, 30 luglio 1964) è un politico italiano, senatore della Repubblica nella XVII e XVIII legislatura della Repubblica Italiana, eletto con il Movimento 5 Stelle per poi essere espulso per il caso dei rimborsi truccati nel 2018.

## Biografia
Laureato in Giurisprudenza presso l'Università di Bari, è avvocato sia civilista che penalista.
Nel 2007 entra a far parte del meetup Amici di Beppe Grillo di Lecce "Salentini Uniti con Beppe Grillo", divenendo poi, con la nascita del Movimento 5 Stelle (M5S) di Beppe Grillo e Gianroberto Casaleggio nel 2009, il suo portavoce a Lecce.
Alle elezioni amministrative del 2012 è stato candidato a sindaco di Lecce, sostenuto dal M5S, che alla tornata elettorale raccoglie il 4,3% dei voti, non venendo eletto e non eleggendo nessun consigliere.

### Elezione a senatore
Alle elezioni politiche del 2013 viene candidato al Senato della Repubblica, in seguito alle "Parlamentarie" online dov'è risultato il più votato in Puglia, tra le liste del Movimento 5 Stelle nella circoscrizione Puglia come capolista, venendo eletto senatore. Nella XVII legislatura della Repubblica è stato capogruppo del M5S al Senato nel 2014, vicepresidente della 2ª Commissione Giustizia, membro della Giunta per il Regolamento, della Giunta delle elezioni e delle immunità parlamentari e del Comitato parlamentare per i procedimenti di accusa.
È stato autore, insieme al collega Andrea Cioffi, del contestato emendamento sull'abolizione del reato di clandestinità, che con un post sul blog lo stesso fondatore del Movimento Beppe Grillo ha disconosciuto, provocando un forte contrasto tra la linea dei vertici Grillo e Casaleggio, contrari all'abolizione, e la maggioranza dei parlamentari, invece favorevoli alla cancellazione. Lo stallo è stato superato da un voto sul web degli iscritti al Movimento, che ha clamorosamente sconfitto la linea di Grillo e il contestuale voto favorevole del gruppo 5 stelle al Senato all'abolizione del reato di clandestinità previsto dalla Legge Bossi-Fini.
È Capogruppo del Movimento 5 Stelle al Senato, succedendo al collega Vincenzo Santangelo. Viene eletto con 20 voti al ballottaggio contro i 15 della collega già vice-capogruppo Elisa Bulgarelli, considerata vicina al consigliere regionale grillino dell'Emilia già espulso Giovanni Favia e all'ala più dialogante del Movimento.

### Rielezione al Senato ed espulsione dal M5S
Alle elezioni politiche del 2018 viene ricandidato al Senato, tra le liste del Movimento 5 Stelle nel collegio plurinominale Puglia - 02, ma in seguito espulso per il caso dei rimborsi truccati all’interno del M5S. Nonostante l'espulsione dal M5S, rimane comunque candidato per il M5S in Puglia, venendo rieletto senatore.
Nel corso della XVIII legislatura è stato componente e segretario della 6ª Commissione Finanze e tesoro, membro della 2ª Commissione Giustizia, della 4ª Commissione Difesa, della 13ª Commissione Territorio, ambiente, beni ambientali, della delegazione italiana presso l'Assemblea parlamentare del Consiglio d'Europa e della Commissione parlamentare d'inchiesta sul sistema bancario e finanziario, oltre ad essere vice-capogruppo del gruppo misto al Senato e tesoriere del gruppo parlamentare Europeisti-MAIE-Centro Democratico.
In occasione del voto di fiducia al governo Conte I tra Movimento 5 Stelle e Lega si esprime a favore.
Nel dicembre 2019 è tra i 64 firmatari per il per il referendum costituzionale sulla riduzione del numero dei parlamentari, svoltosi nel settembre 2020.
Il 27 gennaio 2021 partecipa alla formazione al Senato di Europeisti-Maie-Centro Democratico, gruppo di 10 parlamentari del Misto di diversa provenienza (MAIE, CD, Autonomie, ex M5S, ex PD, ex FI).
Dopo esserne uscito a marzo 2021 si riiscrive nel misto e dal 28 aprile si iscrive alla componente del Misto di Liberi e Uguali-Ecosolidali.

## Controversie
Un'inchiesta del programma televisivo Le Iene scopre che alcuni parlamentari del Movimento 5 Stelle, tra cui Buccarella, hanno truffato il partito non versando o fingendo di versare la quota di stipendio che tutti gli eletti del M5S sono tenuti a versare in un fondo per il microcredito gestito dal Ministero dell'Economia e delle Finanze; autosospeso dal partito restituisce la parte dei soldi mancanti, corrispondenti a 3 bonifici per un valore di 12.292,75 €, ma il giorno successivo emerge che in realtà il valore totale dei bonifici mancanti corrisponde a 137.000 €, venendo quindi definitivamente espulso dal M5S.